# (514) Armida
(514) Armida es un asteroide perteneciente al cinturón de asteroides descubierto el 24 de agosto de 1903 por Maximilian Franz Wolf desde el observatorio de Heidelberg-Königstuhl, Alemania.
Está nombrado por Armida, un personaje de la Jerusalén liberada del escritor italiano Torquato Tasso (1544-1595).